# Yasutoshi Miura
Yasutoshi Miura, född 15 juli 1965 i Shizuoka prefektur, Japan, är en japansk tidigare fotbollsspelare.